# Buồm

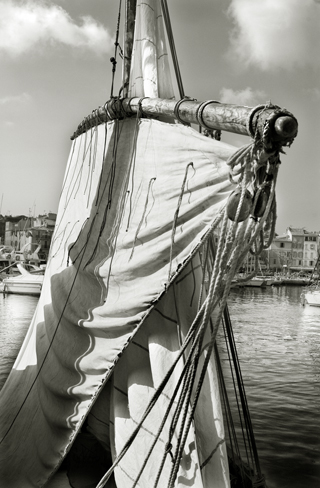
Buồm tam giác

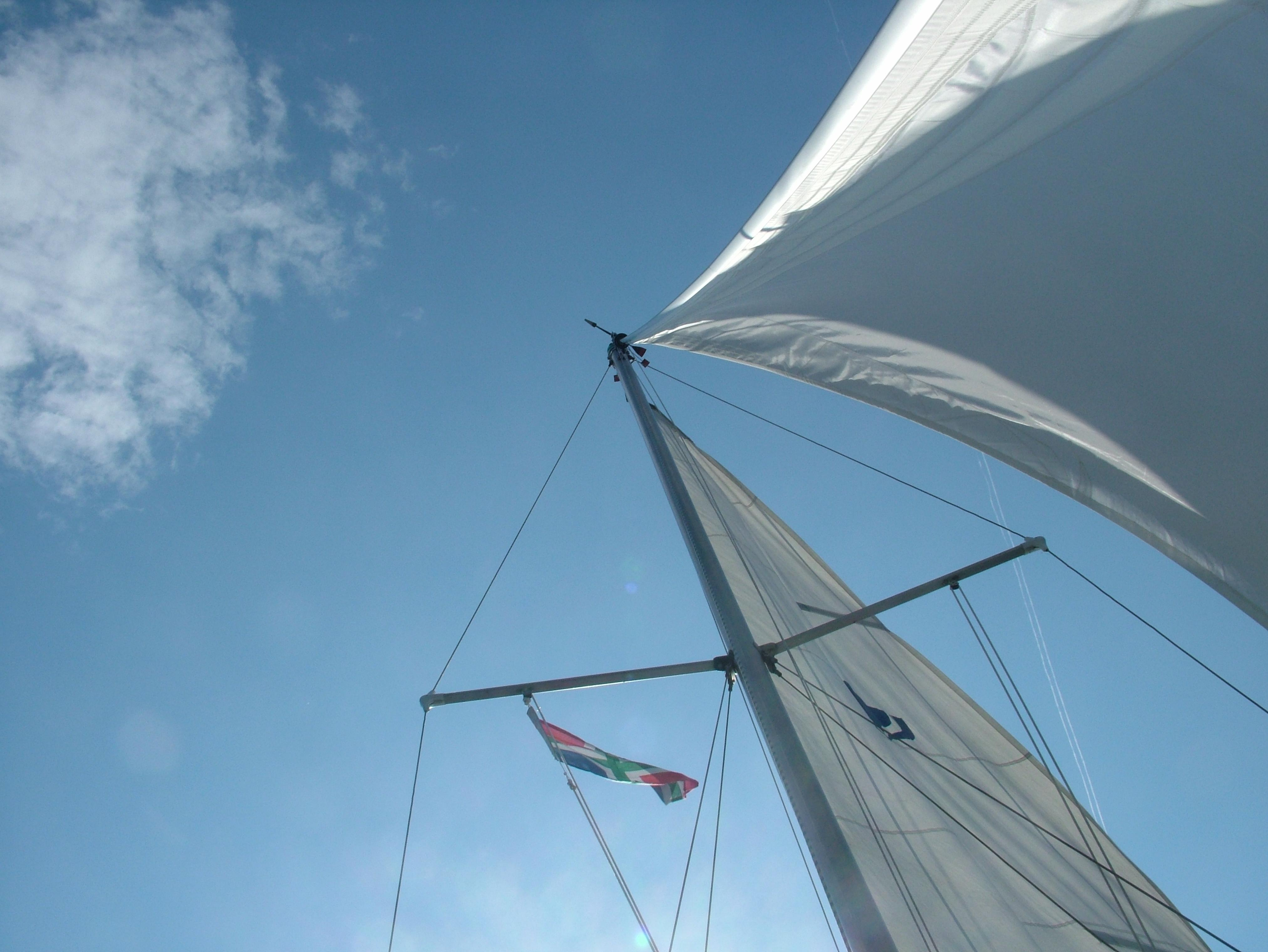
Những cánh buồm của một chiếcdu thuyền nhìn từ trên boong

Buồm là một tấm vải lớn giúp cho một số loại tàu thuyền (như thuyền buồm), phương tiện giao thông hoặc cánh quạt (trong cối xay gió) chuyển động dựa vào lực đẩy của gió.

## Lịch sử
Những miêu tả được biết đến sớm nhất về cánh buồm là từ Ai Cập cổ đại khoảng 3200 TCN

. Ở đó đã có những con thuyền làm bằng sậy căng buồm ngược dòng sông Nile. Cùng lúc đó, người Sumer cổ đại cũng đã sử dụng những chiếc thuyền có buồm hình vuông và người ta cho rằng họ là những người đã đặt nền móng cho những cuộc hải hành thương mại đến tận lưu vực sông Ấn. Từ "buồm" trong ngôn ngữ của người Austronesia nguyên thủy (tổ tiên người Đông Nam Á ngày nay) lay(r) đã có từ 3000 năm BCE khi họ bắt đầu bành trướng trên Thái Bình Dương. Người Hy Lạp và người Phoenicia đã giao lưu thương mại bằng tàu thuyền khoảng 1200 TCN.

## Sách
- Rousmaniere, John. The Annapolis Book of Seamanship. Simon & Schuster, 1999.
- Chapman Book of Piloting (various contributors), Hearst Corporation, 1999.
- Herreshoff, Halsey (consulting editor). The Sailor’s Handbook. Little Brown and Company, 1983.
- Seidman, David. The Complete Sailor. International Marine, 1995.
- Jobson, Gary. Sailing Fundamentals. Simon & Schuster, 1987.
- Marchaj, Czeslaw A. Sail Performance, Techniques to Maximize Sail Power, Revised edition. London: Adlard Coles Nautical, 2003.